# Parastasia weberi
Parastasia weberi är en skalbaggsart som beskrevs av Ohaus 1898. Parastasia weberi ingår i släktet Parastasia och familjen Rutelidae. Inga underarter finns listade i Catalogue of Life.